# Näckrosdammen, Västergötland
Näckrosdammen är en sjö i Änggårdsbergens naturreservat i Göteborg, som ingår i Göta älvs huvudavrinningsområde. Sjön kallas även Finnsmossen.

## Bilder

Näckrosdammen / Finnsmossen
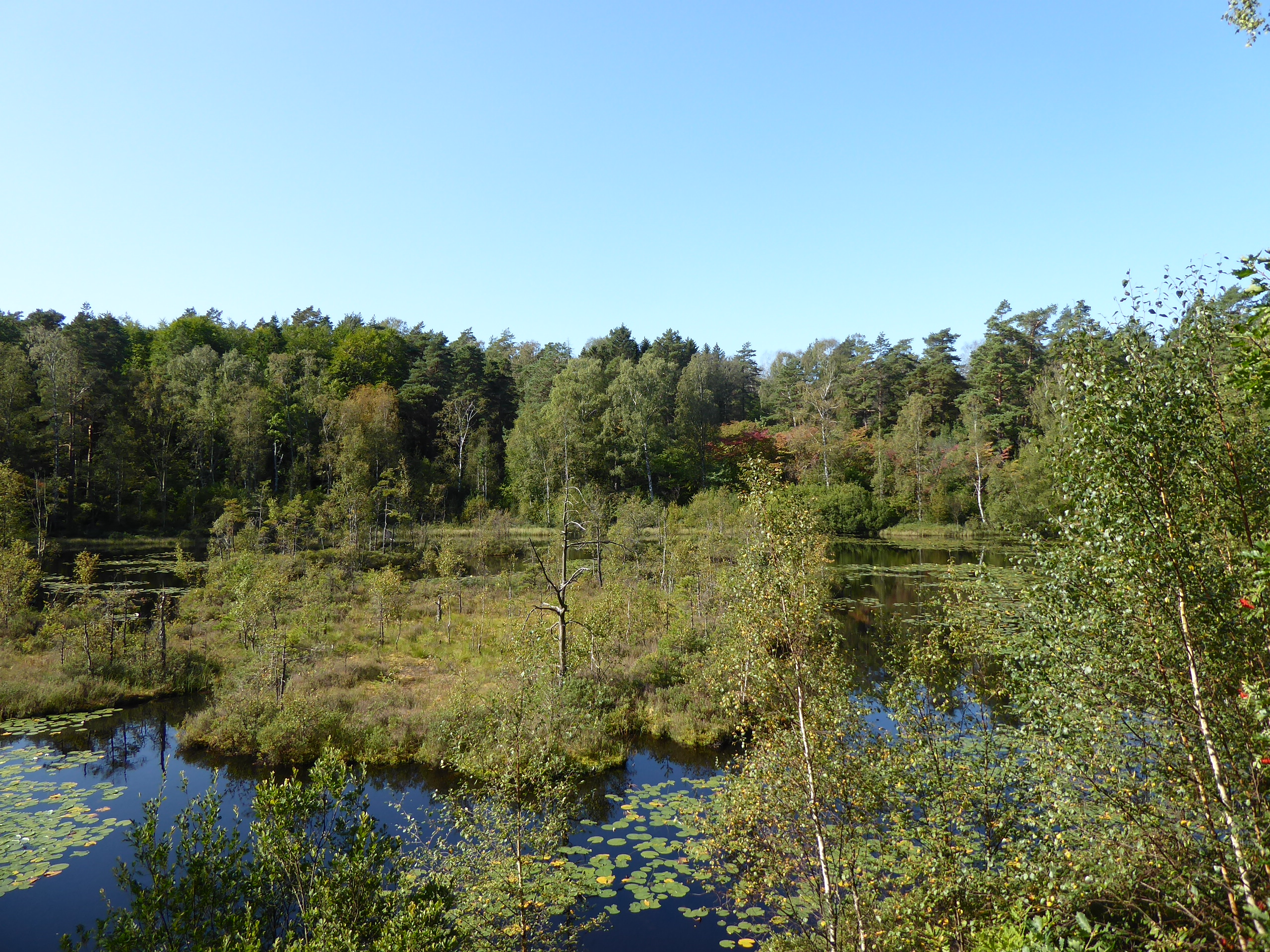
Finnsmossen österifrån den 2 september 2021.
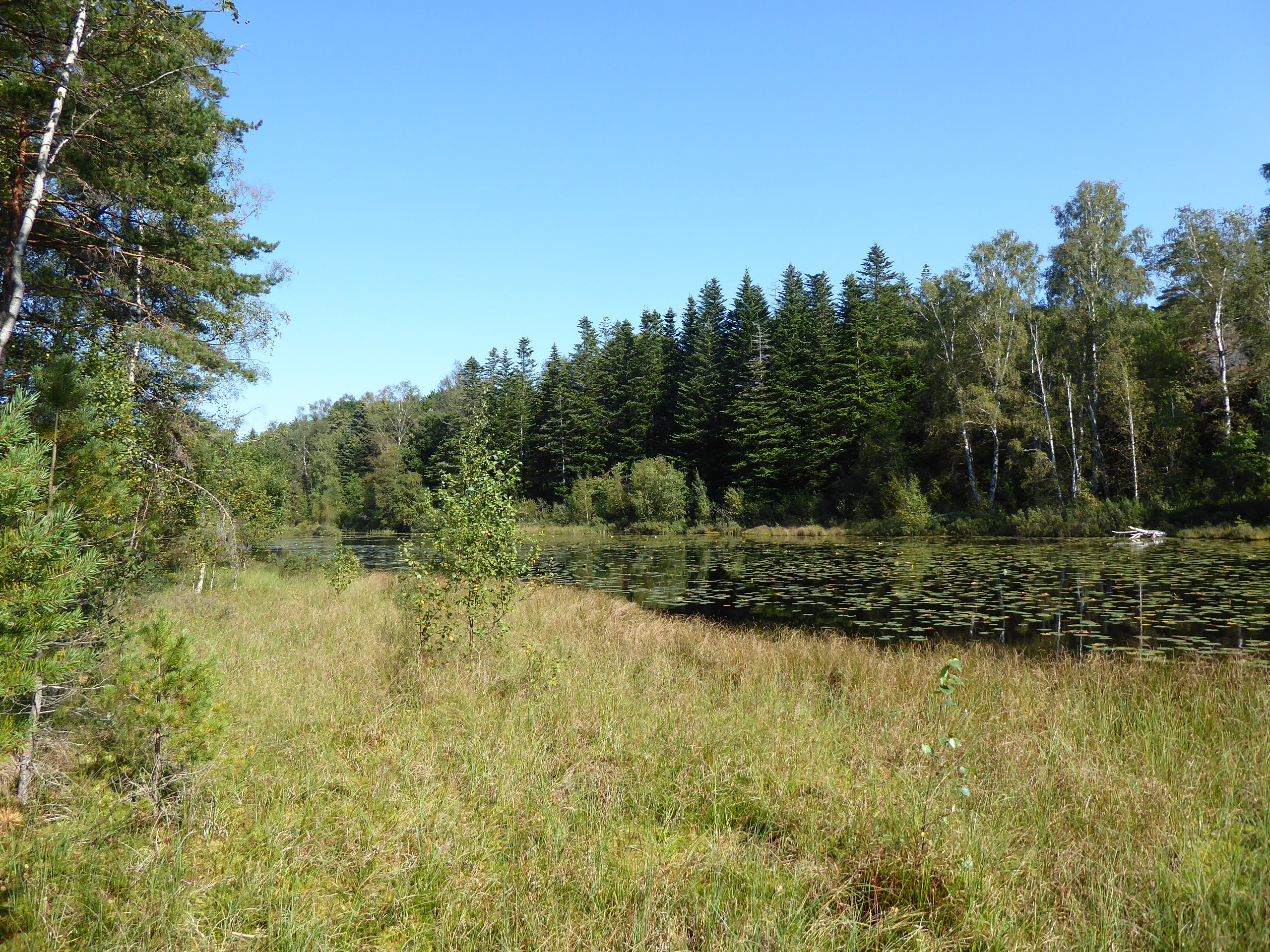
Finnsmossen från sydväst den 2 september 2021.
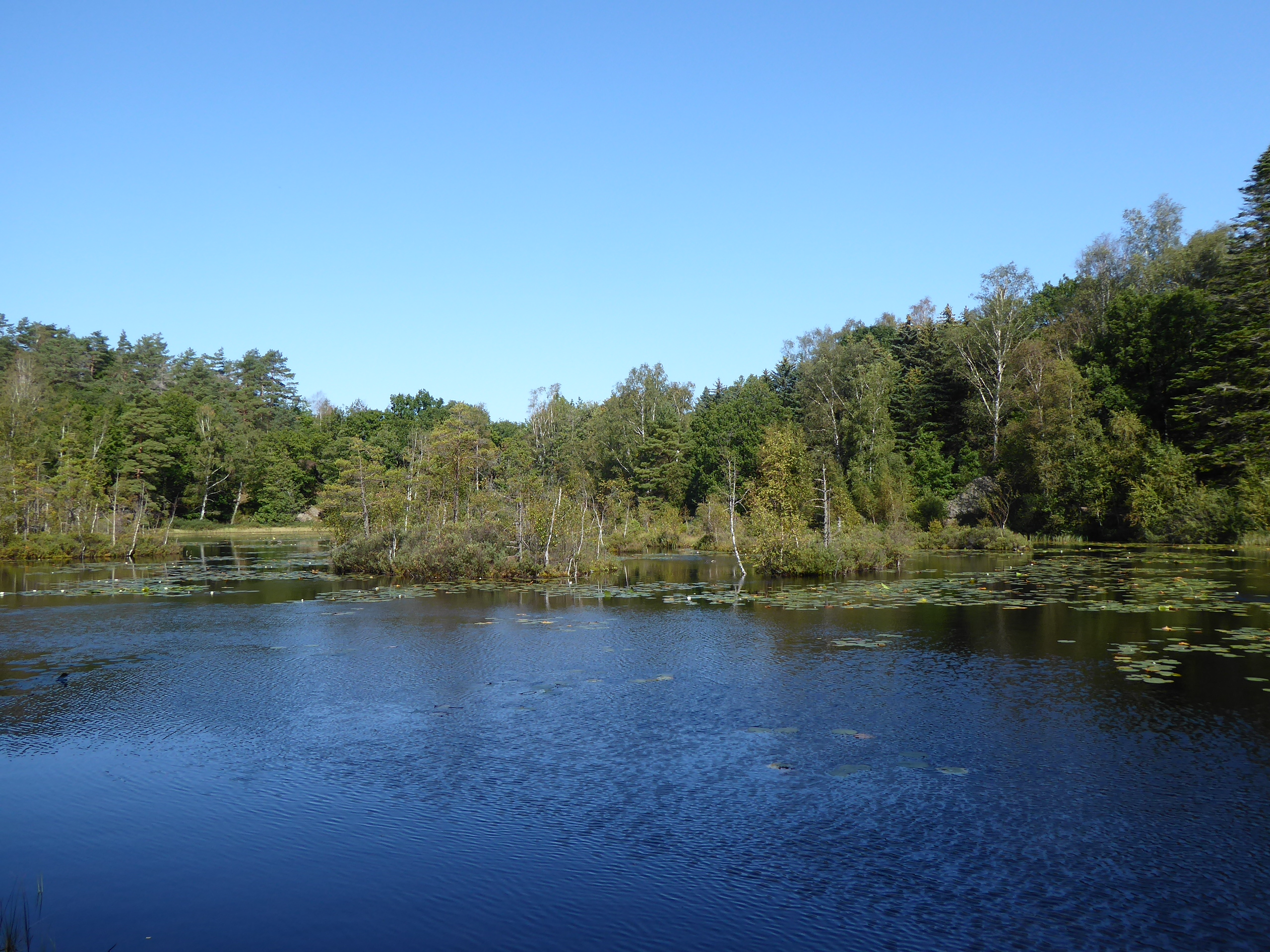
Finnsmossen västerifrån den 2 september 2021.